# Analyse de sol
L'analyse de sol est une procédure visant à caractériser la composition et les qualités physicochimiques d'un sol. Cette analyse des sols est une application de la pédologie.

## Utilisations, objectifs
L'analyse de sol est couramment pratiquée en vue de connaître les potentialités d'exploitation durable (ou soutenable) du sol de façon à économiser et gérer les pertes par érosion et de protéger l'environnement :
- sur des sols agricoles, alors par des laboratoires accrédités par le Ministère de l'Agriculture. On s'intéresse alors aux nutriments NPK, au pH, à la structure du sol, à sa granulométrie, ses capacités de rétention de l'eau et éventuellement aux éléments traces métalliques (ETM)[2], etc. ;
- sur sols forestiers ;
- sur les sols pollués ou suspectés d'être pollués, pour l'évaluation environnementale et la caractérisation d'une pollution, par des laboratoires spécialisés, pour le compte d'administrations ou de bureaux d'études en environnement. On recherche par exemple des traces d'hydrocarbures, dioxines, furanes, PCB, éléments traces métalliques (c'est-à-dire métaux lourds et métalloïdes), radionucléides, biocides, etc.
- sur des sols divers et représentatifs, pour disposer d'un référentiel (éventuellement pédogéologique).

## Les principes de l'analyse de sol
Les méthodes d'analyses du sol sont normalisées, les résultats doivent être comparables entre laboratoires agréés. Cependant, l'agrément du ministère de l'Agriculture se fonde sur les résultats d'un circuit entre laboratoires du BIPEA qui envoie chaque mois un échantillon de terre préparée (séchée et tamisée à 2 mm).  Cette étape de préparation de l'échantillon n'est pas prise en compte dans l'agrément ministériel et elle peut avoir une influence sur le résultat d'analyse notamment avec des sols calcaires.  L'accréditation COFRAC intègre cet aspect, ce qui garantit la qualité et l'équivalence des résultats entre les laboratoires accrédités. 
Par ailleurs, le marché de l'analyse de terre est très concurrentiel mais il existe de grandes disparités dans les volumes d'échantillons traités par les laboratoires.
L'analyse de biomasse microbienne se traduit par la mesure du carbone microbien. Elle permet ainsi d’appréhender l’effet d’un changement de pratique agricole sur l’activité biologique du sol (apport organique, travail du sol…). Par le fractionnement de la matière organique,  celle-ci est caractérisée en séparant la fraction stable (< 50 μm) de la fraction labile (> 50 μm) par tamisage. Cet indicateur permet de définir le choix de l’amendement organique.
Par la minéralisation du carbone, il s'agit de mesurer la quantité de carbone minéralisée. Extrapolée sur une année, il est possible de déterminer la quantité de carbone minéralisée annuellement et de calculer le bilan humique de la parcelle. Mesurer la quantité d’azote minéralisée en conditions contrôlée, de la même manière permet de déterminer la quantité d’azote fournie par la minéralisation du sol, en une année par extrapolation.
Une analyse chimique de base comprend la mesure du pH eau, du pH KCl, de la matière organique, du calcaire total, du phosphore (plusieurs méthodes sont utilisées pour ce dosage : Olsen, Jobert-Hébert ou encore Dyer) et les cations échangeables : K2O, MgO, CaO. les oligoéléments sont également analysés.

### Sols agricoles
Des échantillons de sol sont prélevés à l'aide d'une tarière par un agriculteur ou par un professionnel. Un laboratoire de Pédologie analyse ces échantillons et détermine les paramètres physiques et chimiques du sol. Ensuite, il fournit les résultats des analyses et propose des conseils en fonction des résultats et du système de culture (grandes cultures, pâtures, maraîchage, horticulture, viticulture, arboriculture, sylviculture, reliquats d'azote minéral, sols sportifs ou espaces verts).

### Sols urbains ou industriels
Le protocole d'échantillonnage demande généralement de prendre plusieurs prélèvements, qui seront mélangés.
Quelques analyses peuvent être faites in situ au moyen par exemple d'indicateurs colorés (pH) ou d'outils de mesure ad hoc.
Depuis quelques années, des matériels portables plus sophistiqués peuvent produire des analyses de sol in situ et presque en temps réel, avec notamment:
- des analyseurs de type X ray fluorescence,
- des matériels de spectroscopie sur plasma induit par laser (Laser-Induced Breakdown Spectroscopy ou LIBS pour les anglophones).

## Les enjeux et les objectifs
Dans l'objectif d'une gestion optimisée et plus soutenable des sols, des cultures et de l'environnement, l'amélioration de la compréhension du sol ainsi qu'une meilleure traçabilité sont des préoccupations croissantes pour les agriculteurs, éleveurs, forestiers, climatologues et de leurs partenaires. 

Le large panel d'analyses pédologiques proposé par plusieurs laboratoires d' analyse de sols (ou plus simplement de terres) participe à cette démarche, ainsi qu'aux besoins croissants de suivi de la qualité, de respect de l’environnement et de la santé du consommateur. 

### Vers une automatisation des analyses?
Une piste de recherche est de produire des systèmes peu couteux et plus intégrés (associant plusieurs capteurs et pouvant faire des mesures plus fréquente, au rendu se rapprochant du temps réel) voire des robots analyseurs adaptés à une variété d'applications environnementales (dont suivi de l'évolution du carbone organique du sol et surveillance de contaminations de sols par des métaux, pesticides ou d'autres polluants). En 2018 des chercheurs australiens ont présenté un système (« SCANS » ) pouvant effectuer 30 mesures sur une carotte de sol de 1 m en environ 30 minutes, pour notamment évaluer le degré de minéralisation des nutriments ou améliorer la rétention d'eau ou l'infiltration.